# Digby, le plus grand chien du monde
Pour les articles homonymes, voir Digby.
Pour plus de détails, voir Fiche technique et Distribution.
Digby, le plus grand chien du monde (Digby, The Biggest Dog in the World) est un film britannique réalisé par Joseph McGrath, sorti en 1973.

## Synopsis
Digby, un chien de berger, boit un produit chimique expérimental et devient un chien géant. Tout le monde cherche à s'emparer de lui, surtout Billy, son maître, le souffre-douleur de son école, qui tentera l'impossible pour devancer cette armada.

## Fiche technique
- Titre : Digby, le plus grand chien du monde
- Titre québécois : Digby, grosse calamitée
- Titre original : Digby The Biggest Dog in the World
- Réalisation : Joseph McGrath
- Scénario : Charles Isaacs et Michael Pertwee d'après le roman Hazel Ted Key
- Musique : Edwin Astley
- Photographie : Harry Waxman
- Montage : Jim Connock
- Production : Walter Shenson
- Société de production : City Investing Company et Walter Shenson Films
- Genre : Aventure, comédie et science-fiction
- Durée : 88 minutes
- Dates de sortie : 
  -  Royaume-Uni : 6 décembre 1973
  -  France : 31 juillet 1975

## Distribution
- Jim Dale
- Spike Milligan
- Angela Douglas
- Molly Urquhart : Tante Ina
- Edward Underdown : le grand-père

## Sortie DVD
Le film est sorti le 22 juin 2006 dans la collection de films pour enfants New Family avec entre autres Nukie et Miko, Dragon Ball, le film : La Légende des sept boules de cristal, L'Équipée infernale, Golden Ninjas, Le Géant du Campus, etc.